# Alto Volta francese
L'Alto Volta (in francese Haute-Volta) fu una colonia costituita all'interno dell'Africa Occidentale Francese (AOF), creata il 1º marzo 1919, riunendo territori prima afferenti all'Alto Senegal e Niger e della Costa d'Avorio. In quell'anno la Compagnie française pour le développement des fibres textiles (CFDFT), col compito di migliorare la coltivazione del cotone nella zona, si installò a Bobo-Dioulasso.
La colonia cessò di esistere il 5 settembre 1932, suddivisa tra Costa d'Avorio, quello che sarà il futuro Burkina Faso, il Sudan francese e il Niger.  
Il 4 settembre 1947, dopo la Seconda guerra mondiale, la colonia venne ricostituita, all'interno dell'Unione Francese. L'11 dicembre 1958 essa fu elevata a repubblica autonoma, col nome di Repubblica dell'Alto Volta, quale componente della Comunità francese. L'indipendenza definitiva venne raggiunta il 5 agosto 1960.

## Denominazione
Il nome deriva dal fiume Volta, il cui corso, nella sua parte superiore, attraversa la regione.

## Territorio

### Nel 1919
Il suo territorio, al momento della sua prima istituzione, nel 1919, ricomprendeva i cercle di Gaoua, Bobo-Dioulasso, Dédougou, Ouagadougou, Dori, Say e Fada N'Gourma. La capitale venne designata a Ouagadougou. Essa era amministrata da un governatore, assistito da un segretario generale e da un consiglio d'amministrazione.
Nel 1927, il territorio di Say venne aggregato alla colonia del Niger. 
Con la soppressione della colonia, nel 1932, il suo territorio venne nuovamente suddiviso tra Niger, il Sudan francese e la Costa d'Avorio.
I distretti di Tenkodogo, Kaya, Ouagadougou, Koudougou, Gaoua, Batié e Bobo-Dioulasso, così come una parte quello di Dédougou — sul Volta Nero — vennero incorporati nella  colonia della Costa d'Avorio (in totale 2 011 916 abitanti, e un territorio di 153 650 km²). I distretti di Fada N'Gourma e Dori — ad eccezione del cantone d’Aribinda — entrarono a fr parte della colonia del Niger (278 512 abitanti, su 67 850 km²). I distretti di Ouahigouya — a cui si aggiunse il cantone d’Aribinda — e la parte rimanente dei quello di Dédougou — suddivisione del Tougan e riva sinistra del Volta Nero —  vennero uniti al Sudan (708 501 abitanti e 50 700 km²).
Il 13 luglio 1937 venne, infine, creata la région de la Haute-Côte-d'Ivoire.

### Nel 1947
Al termine della seconda guerra mondiale il popolo Mossi spinse per la creazione di un'entità amministrativa autonoma
Il 4 settembre 1947 venne ricostituito, perciò, l'Alto Volta. Una revisione dell'organizzazione coloniale francese avviene con la Legge quadro Defferre, approvata nel 1956. Con tale legge, seguita da altri provvedimenti votati nel 1957, venne assicurata un'ampia autonomia alle colonie francesi. L'Alto Volta divenne, l'11 dicembre 1958, una repubblica autonoma, pur rimanendo nell'ambito della Comunità francese.

## Indipendenza
La piena indipendenza venne raggiunta il 5 agosto 1960. L'Alto Volta fu il sesto Paese della Comunità francese a raggiungere l'indipendenza.

## Governatori coloniali

### Governatori (1947-1958)
- Gaston Mourgues (6 settembre 1947 - 29 aprile 1948)
- Albert Mouragues (29 aprile 1948 - 23 febbraio 1953)
- Salvador Jean Étcheber (23 febbraio 1953 - 3 novembre 1956)
- Yvon Bourges (3 novembre 1956 - 15 luglio 1958)
- Max Berthet (15 luglio 1958 - 11 dicembre 1958)

### Governatori aggiunti (1919-1932)
- Édouard Hesling (9 novembre 1919 - 7 agosto 1927)
- Robert Arnaud (7 agosto 1927 - 13 gennaio 1928)
- Albéric Fournier (13 gennaio 1928 - 22 dicembre 1932)
- Gabriel Descemet (22 dicembre 1932 - 31 dicembre 1932)

## Rapporti tra popolazione indigena e francese
La popolazione indigena subiva una forte discriminazione. Per esempio i bambini africani non erano autorizzati a utilizzare la bicicletta o raccogliere frutta dagli alberi. Cosa che invece era permessa ai figli dei coloni francesi.
.
Al momento dell'indipendenza la colonia contava circa 3 milioni di abitanti, di cui circa 3 000 erano di origine francese.